# Arnaud Guilloux
Arnaud Guilloux, né le 29 septembre 1988 à Brest, est un triathlète français. Il est le premier Français à avoir remporté le Triathlon EDF Alpe d'Huez longue distance.

## Biographie

### Jeunesse
Arnaud Guilloux découvre le sport par la natation à Brest, où il est licencié avec le club CN Brest de 1994 à 2007 pendant son cursus en sports études. Il obtient de nombreux résultats, notamment lors des championnats de France National 2 à Laval en 2007. L'été, avec une licence au Stade brestois Athlétisme, il dispute quelques courses de cross et de steeple. Il découvre le cyclisme à Morlaix qu'il rejoint pour ses études en conception et industrialisation en micro-techniques. Après une année 2010 passée à l'AMC Besançon 25, il participe entre 2012 et 2014 à de nombreuses courses cyclistes régionales et nationales en Bretagne sous les couleurs d'Hennebont. Il rejoint en 2015, la formation du VCP Loudéac, réserve de l'équipe cycliste Fortuneo Vital Concept.

### Carrière en triathlon
Il commence le triathlon en 2013 sur des distances de sprint. Il acquiert de bons résultats grâce à son expérience en natation et en cyclisme, et passe sur des compétitions de moyenne distance et remporte le championnat de Bretagne 2014, disputé sur la Côte de granit rose à Trégastel.
L'année de 2015 est celle de la révélation pour Arnaud Guilloux. Il devient vice-champion de France sur longue distance à Gravelines en juillet, cédant la victoire à Frédéric Belaubre. Il s'aligne ensuite sur l'épreuve longue distance du Triathlon EDF Alpe d'Huez, au cours duquel il s'impose avec plus de deux minutes d'avance devant le Sud-Africain James Cunnama et l'Américain Scott DeFilippis. C'est la première fois qu'un Français remporte la course. Cette année-là, il obtient les trois titres régionaux, champions de Bretagne distances S à Loquirec, M à Saint Suliac et L à Priziac.
En 2016, pour préparer sa saison de triathlon il réalise le semi-marathon de Locronan-Quimper avec un chrono de 1 h 10 min 15 s. Il est élu meilleur sportif amateur rennais, lors de la soirée Palmarès du sport 2015. Il commence la saison avec un titre de champion de Bretagne duathlon à Quimper en l'absence de grand favoris comme Benoît Nicolas, spécialiste de la discipline. Il s'engage sur le l'Ironman 70.3 Pays d'Aix ou il prend a 9e place. Pour son deuxième championnat de France à  Baudreix, il réalise une 3e place. Il découvre ensuite la distance ironman en terminant 8e de l'Embrunman.
Il se fixe pour objectif de participer au championnat du monde Ironman à Hawaï dans les cinq ans. Il réalise cet objectif en remportant sa première victoire sur Ironman, lors de l’édition du Pays de Galles, qu'il termine en établissant un nouveau record de l'épreuve en 8 h 46 min 6 s et avec plus de neuf minutes d'avance sur son premier poursuivant. Il obtient également sa qualification pour la finale du championnat du monde à Kona (Hawaï), autre première de sa carrière.

### Vie privée
Arnaud Guilloux réside à Brest. Il travaille pour Ariane Group à l’île Longue. Il a pris une disponibilité en juillet 2021 pour se consacrer au triathlon. Il est père depuis 2015.

## Palmarès
Le tableau suivant présente les principaux résultats (podiums) réalisés sur le circuit international de triathlon.
| Année | Compétition                           | Pays           | Position           | Temps           |
| ----- | ------------------------------------- | -------------- | ------------------ | --------------- |
| 2021  | Ironman Lake Placid                   | États-Unis     | Médaille d'argent  | 8 h 23 min 12 s |
| 2019  | Ironman Pays de Galles                | Pays de Galles | Médaille d'or      | 8 h 48 min 6 s  |
| 2017  | Natureman                             | France         | Médaille d'or      | 4 h 13 min 6 s  |
| 2016  | Championnat de France longue distance | France         | Médaille de bronze | 5 h 26 min 42 s |
| 2015  | Triathlon EDF Alpe d'Huez (XL)        | France         | Médaille d'or      | 5 h 55 min 14 s |
| 2015  | Championnat de France longue distance | France         | Médaille d'argent  | 4 h 9 min 54 s  |